# 徳川広子
徳川 広子（とくがわ ひろこ、1856年（安政3年7月） - 1886年（明治19年）6月29日）は、幕末の女性。紀州藩第14代藩主・徳川茂承の継室。溝口直溥の養女。父は本多忠穆。

## 生涯
本多忠穆の三女として生まれ、後に新発田藩主・溝口直溥の養女となる。その後、前妻の徳川則子と死別した紀州藩第14代藩主・徳川茂承の継室となるが、茂承との間に子供はできなかった。
1886年（明治19年）、死去。享年31。